# Frederik Christian Essemann
Frederik Christian Essemann (16. december 1877 i Viborg – 9. marts 1954) var en dansk officer i hæren, der havde kommandoen over Jydske Division ved Danmarks besættelse 1940.
F.C. Essemann var søn af købmand F. C. Essemann (død 1877) og hustru Oline f. Bering (død 1908). Han blev sekondløjtnant i Fodfolket 1899, premierløjtnant 1901, kaptajn 1914, stabschef ved Sønderjydske Kommando 1920-23, tjenstgørende ved Generalstaben og hos generalinspektøren for Fodfolket 1923-27, skoleofficer ved Hærens Officerskole 1927-29, oberstløjtnant 1929, oberst 1931 og chef for 7. Regiment samme år. Han blev chef for 2. Regiment 1934, chef for Jydske Division 1937 og generalmajor samme år. Han stod til rådighed for Krigsministeriet 1941 og tog afsked samme år. Han var Kommandør af 1. grad af Dannebrog og Dannebrogsmand.
Gift 20. marts 1908 med Betty E., f. 30. august 1884.